# 鶴水ルイ
鶴水 ルイ（つるみず るい、1980年7月26日 - ）は、日本の元女優。東京都出身、血液型B型。旧芸名・鶴水瑠衣（読み方同じ）かつてはスペースクラフトに所属していた。
1996年、南青山少女歌劇団入団をきっかけに芸能界へ。1998年の舞台『big〜夢はかなう〜』で、女優として本格的に活動を開始、北区つかこうへい劇団11期生。
現在は女優業を引退している。

## おもな出演作品

### テレビドラマ
- 氷の世界（1999年、フジテレビ）
- らぶ・ちゃっと 第3話（2000年、フジテレビ）
- ナツのツボミ（日本テレビ）
- 愛のことば（2001年、東海テレビ）- 小出祐子 役
- 賢者の贈り物 「祭典の日」（2001年、広島ホームテレビ）
- 恋セヨ乙女（2002年、NHK）
- 連続テレビ小説 / 天花（2004年、NHK）
- 小早川伸木の恋 第8話「最後の誕生日」（2006年、フジテレビ）

### バラエティー
- HEY!HEY!HEY! MUSIC CHAMP（フジテレビ）
- THE夜もヒッパレ（日本テレビ）
- 世界ウルルン滞在記「ブラジル双子の町に鶴水瑠衣が出逢った」
- ごきげんよう（フジテレビ）

### CM
- クリーン＆クリア（ジョンソン&ジョンソン）
- ピザーラ
- ファミリーマート

### オリジナルビデオ
- ホラー番長

### 映画
- HIRAKATA（2004年）
- 月猫に蜜の弾丸（2004年）
- 予言（2004年）

### 舞台
- 1996年3月 南青山少女歌劇団「卒業」コンサート
- 1996年4月,8月 南青山少女歌劇団「輝く瞬間を止めないでII」
- 1997年4月,8月.11月 南青山少女歌劇団「ハイスクールRevolution」
- 1998年4月,5月 ミュージカル「サクラ大戦」
- 1998年8月 ブロードウェイ・ミュージカル「big」
- 1998年12月 S.C.NANSHO「Funk-a-step」
- 1999年8月 ブロードウェイ・ミュージカル「big」
- 1999年12月 南青山少女歌劇団「クリスマスジュリエット」
- 2000年8月 東宝ミュージカル「サウンド・オブ・ミュージック」長女リーズル
- 2001年東宝特別公演「質屋の女房」マサ子
- 2002年RUP「透明人間の湯気」住友花子
- 2005年「吉原御免状」
- 2006年SPAC新国立劇場「シラノドベルジュラック」ロクサーヌ